# Alturas Rivadavia
Las Alturas Rivadavia (en inglés: Wickham Heights) son una cadena de montañas y serranías toscas en la parte centro-norte de la isla Soledad en las islas Malvinas que conforman la "espina dorsal" de la isla al norte de Lafonia.

## Características

Mapa de la zona central de la isla Soledad con las alturas (Wickham Heights), la tierra de nadie, la base de Monte Agradable, el seno Choiseul y el istmo de Darwin.

Se caracteriza en lo general por la presencia de cerros bajos desgastados por distintos agentes erosivos que determinaron estas modestas alturas, que incluyen los picos más altos del archipiélago, el cerro Alberdi (la mayor elevación de las islas con 705 m s. n. m.) y el cerro Rivadavia (con 627 m s. n. m.), entre otros como el monte Kent, el monte Challenger y el monte Simón.
Además, son en parte contigua a la "tierra de nadie". Las pendientes de las Alturas Rivadavia cuentan con numerosos "ríos de piedra", tipos de accidentes geográficos exclusivos de estas islas que se tratan de acumulaciones de bloques de piedra de distinto tamaño no mayores de los tres metros (canto rodado, guijarros, detritus rocosos) en antiguos cauces de ríos, de los cuales algunos de ellos se extienden hasta 5 km con un ancho de 500 metros, cerca de Puerto Darwin.
Cerca de la bahía de la Anunciación existe un "gran valle de fragmentos" que fue nombrado así por Charles Darwin en su visita a las islas entre 1833 y 1834. Este sitio fue posteriormente fue renombrado "Princes Street Stone Run" por el de Princes Street de Edimburgo que fue empedrado en ese momento. Posee unos 4 km de largo y 400 m de ancho en un valle poco profundo con tendencia este-oeste. El sitio está situado junto a la carretera a Puerto Soledad, a unos 20 km al noroeste de Puerto Argentino/Stanley, sobre el final de las alturas y al norte del Cerro Vernet.
Las alturas Rivadavia se encuentran en la parte central-norte de la Isla Soledad, corriendo de este a oeste desde la bahía de la Anunciación y puerto Groussac (cerca de Puerto Argentino/Stanley) hasta el estrecho de San Carlos, y aumentando en algunos lugares a una altitud de más de 2000 pies (610 m s. n. m.). Las Montañas Sussex son una continuación de las alturas Rivadavia hacia el oeste.
Los ríos y arroyos, como el Malo, San Carlos, Fitz Roy y varios más, nacen en estas alturas. Además, al sur (y casi paralela a los cerros) pasa la carretera Darwin Road.
Durante la guerra de las Malvinas ocurrieron varios combates hacia junio de 1982 en los cerros orientales y más cercanos a la capital isleña. Hasta la actualidad, se pueden encontrar restos de las batallas y campos minados.

## Galería

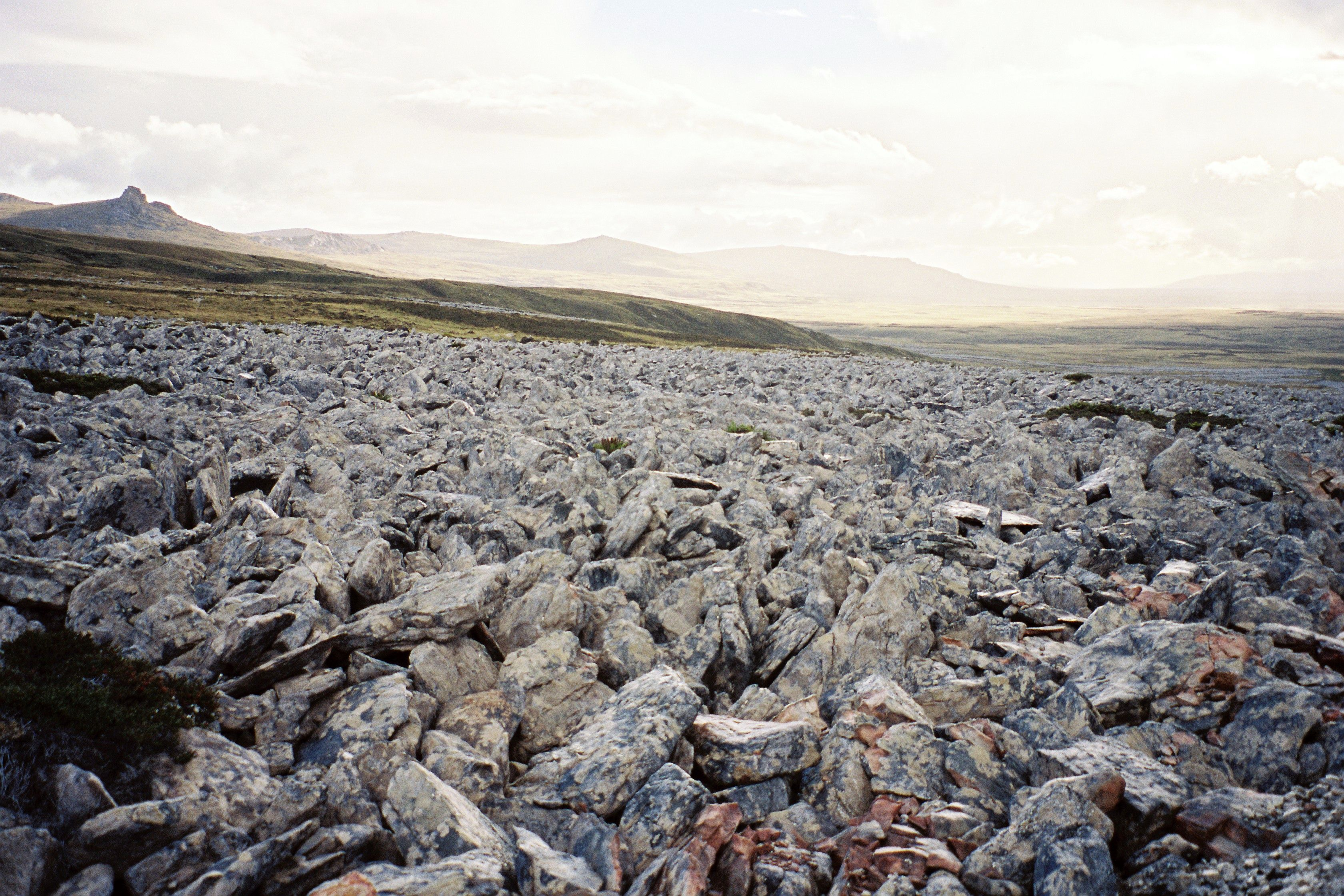
Río de piedra cerca del Monte Kent
Batalla del monte Tumbledown
Batalla del monte Longdon
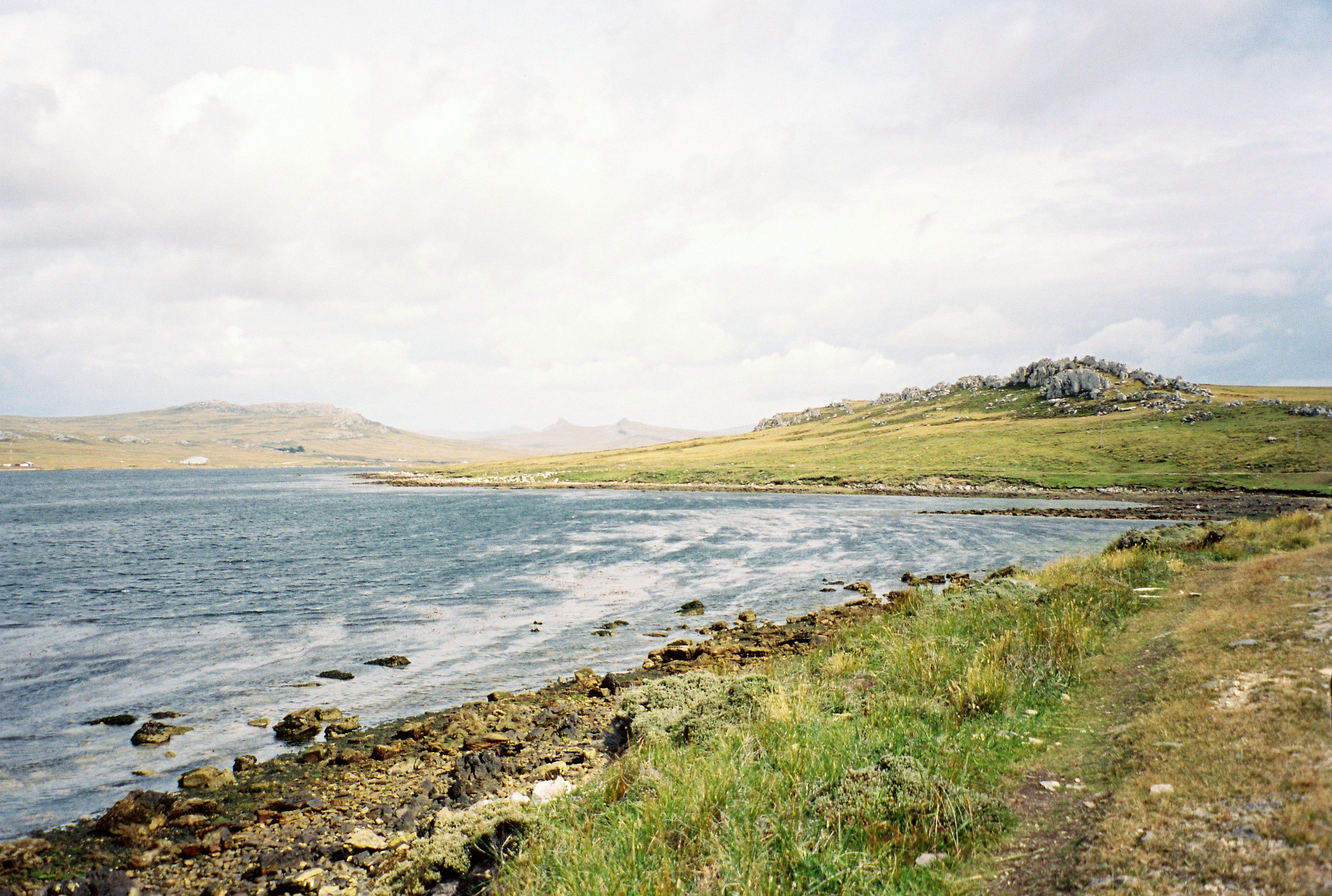
Monte Tumbledown, Dos Hermanas, y Wireless Ridge desde Stanley Harbour
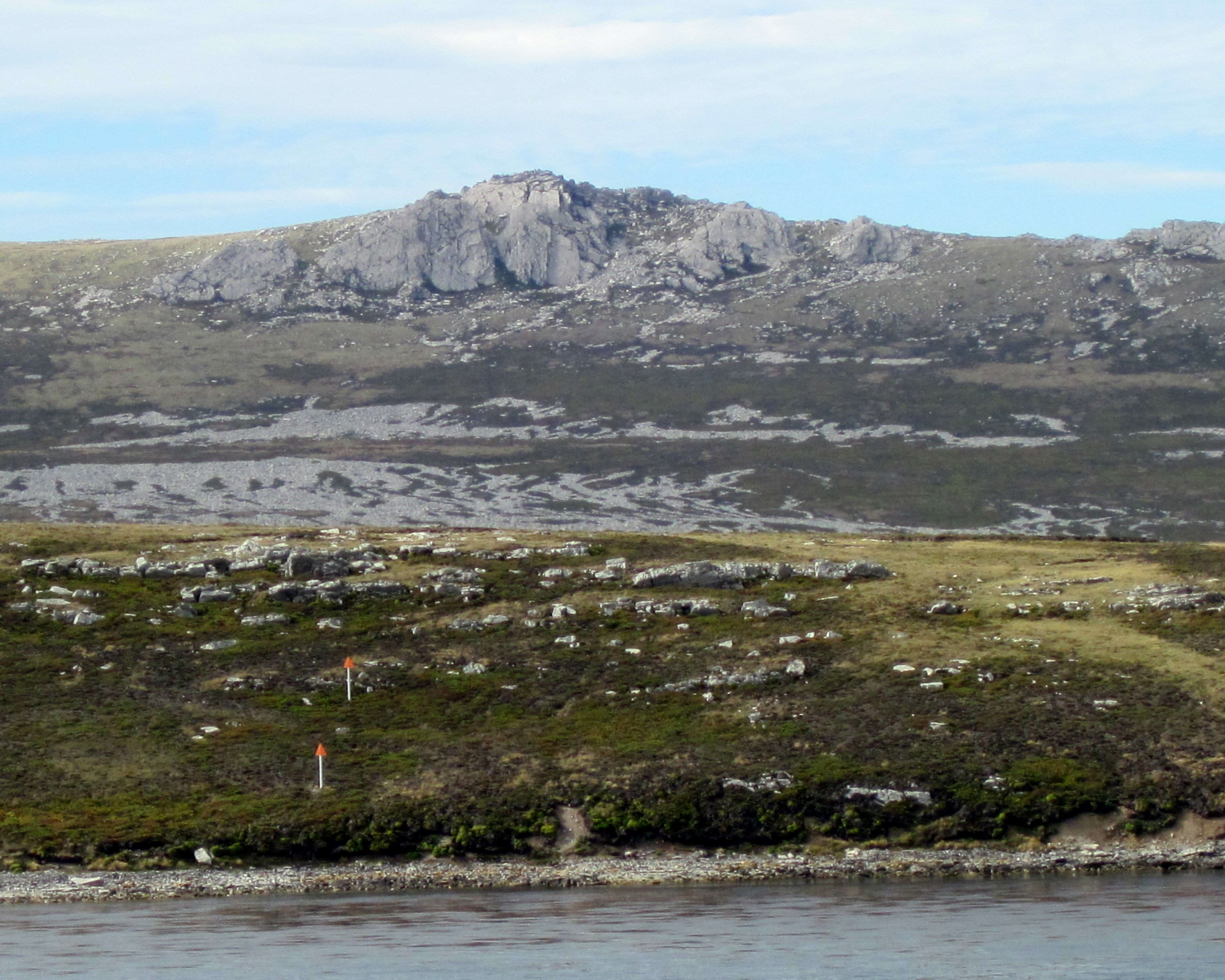
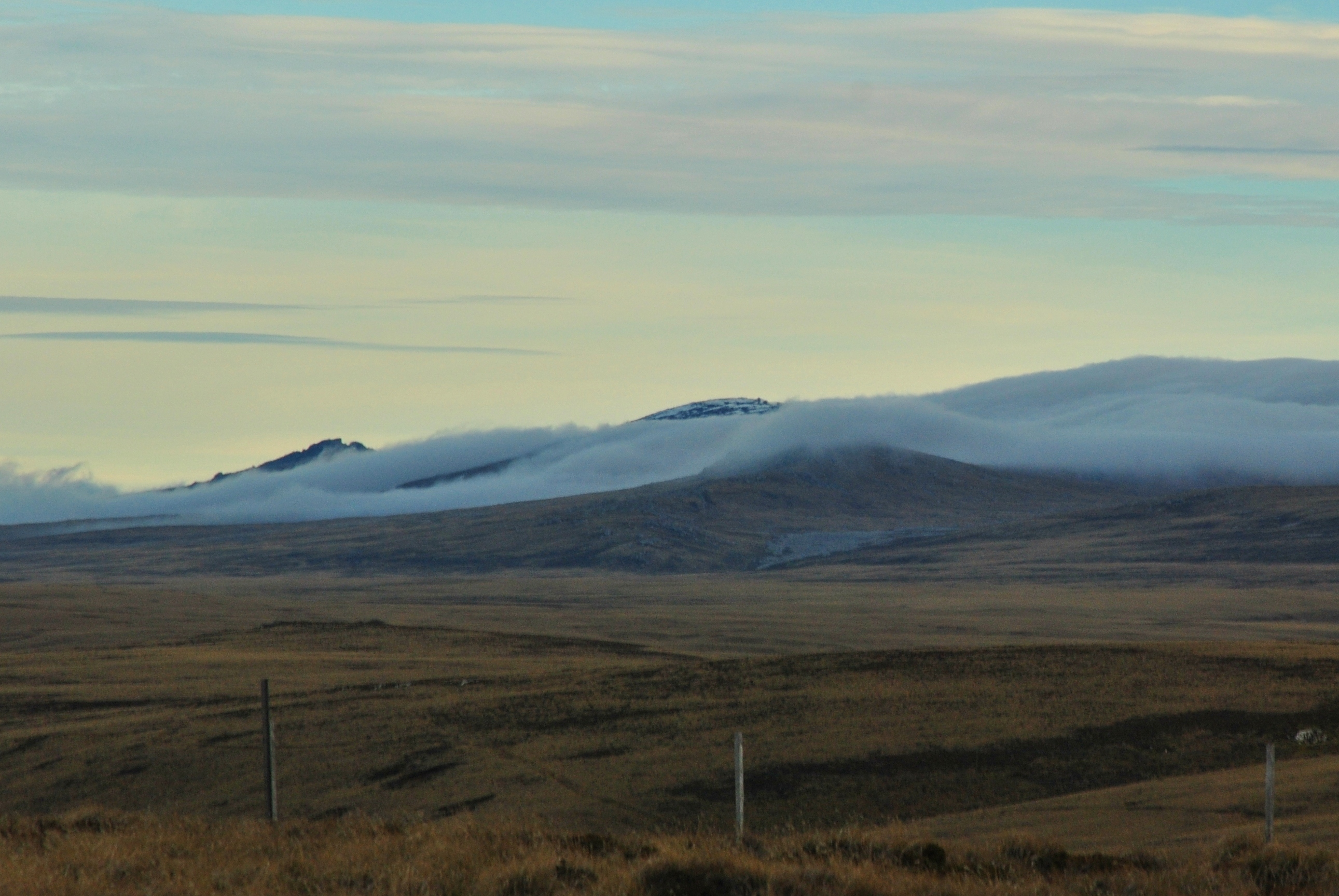
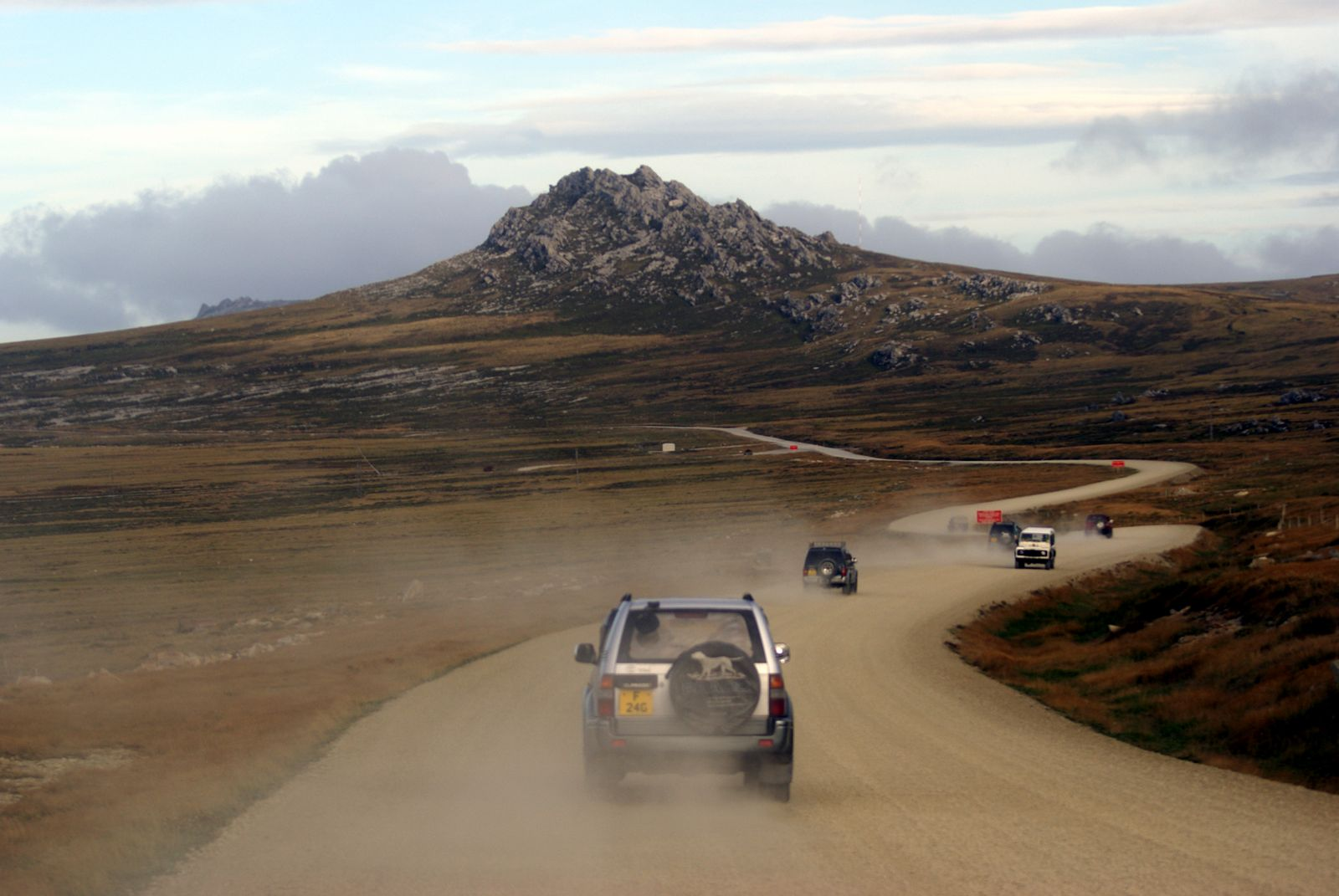
Darwin Road
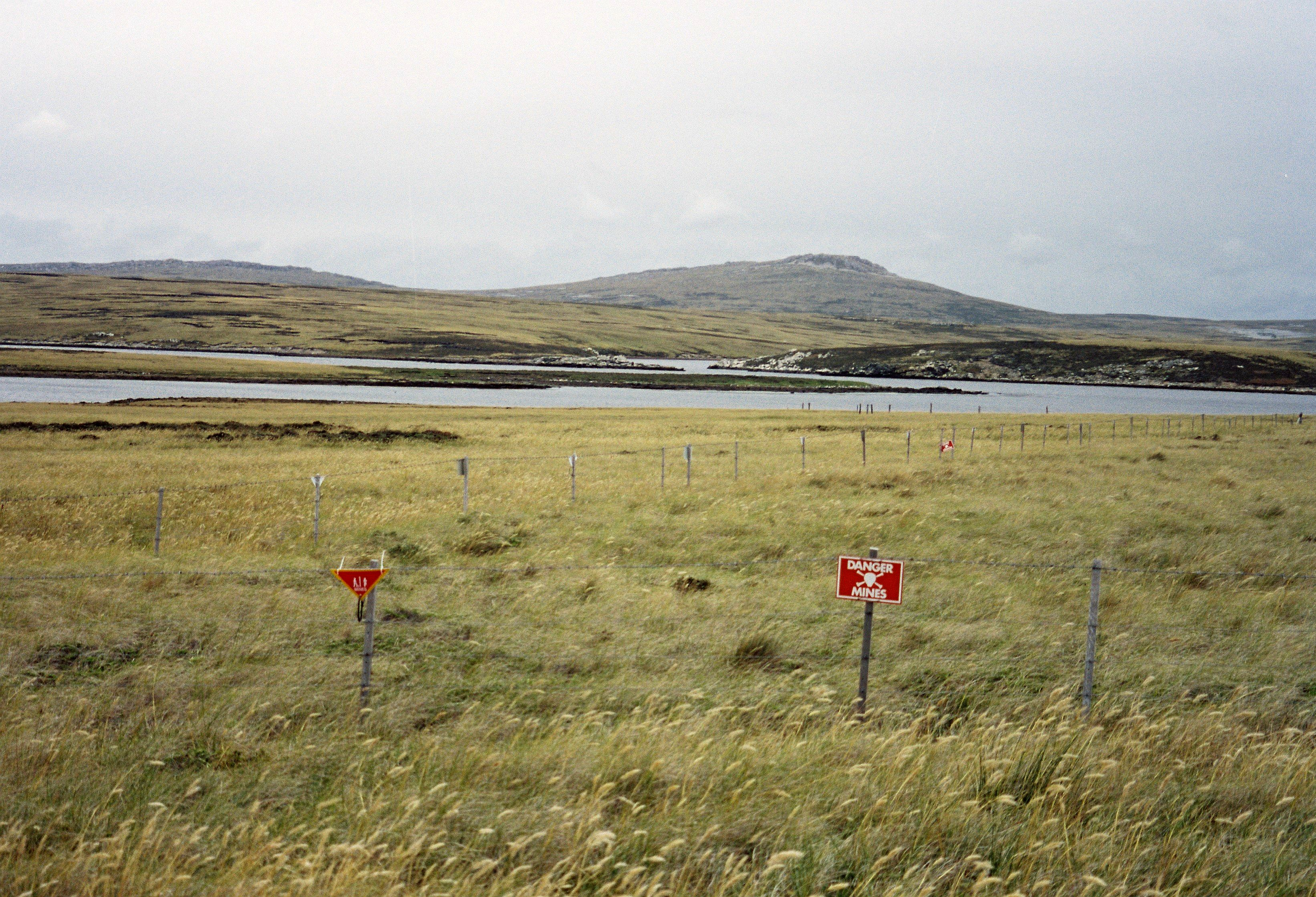
Campos minados cerca de la costa
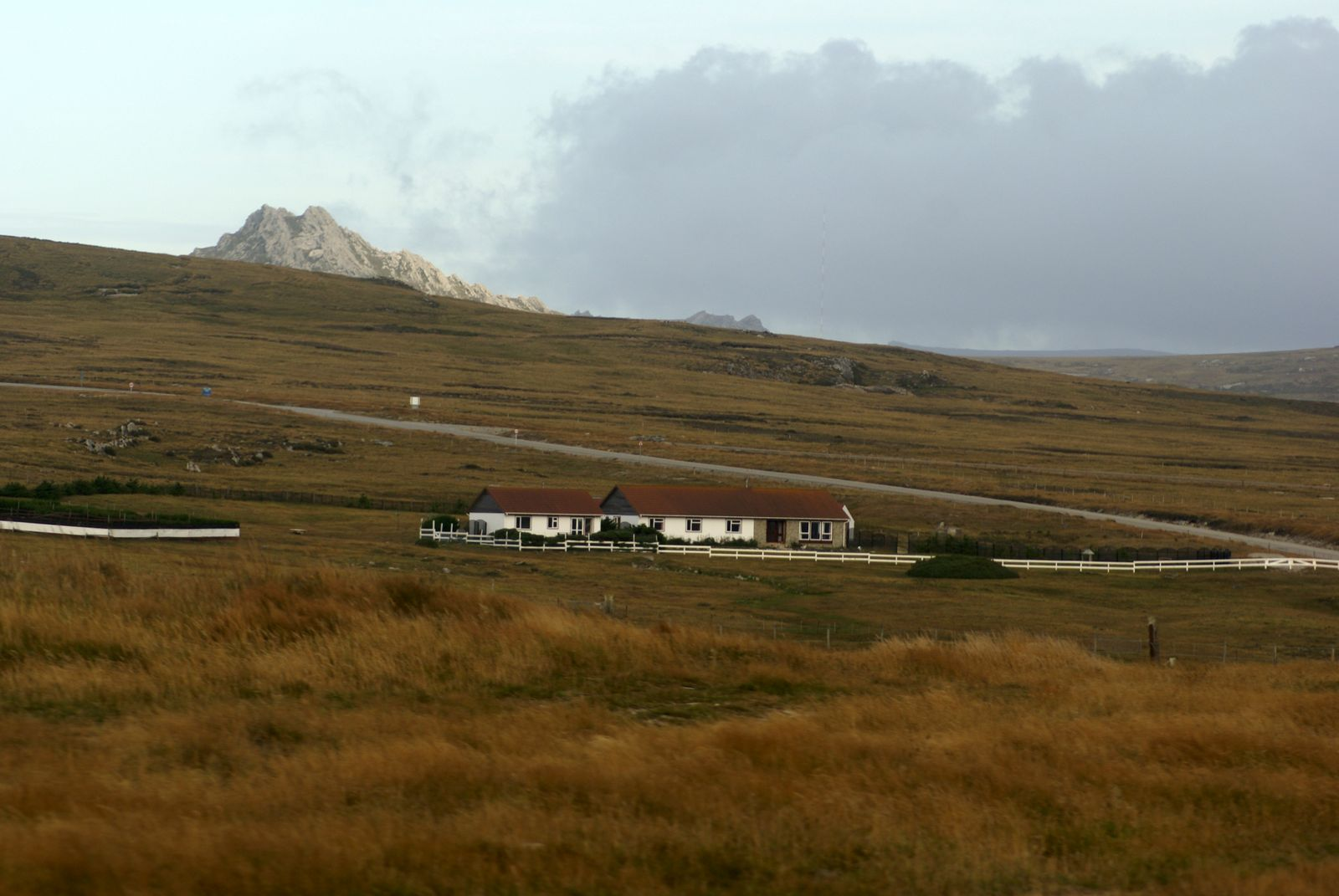
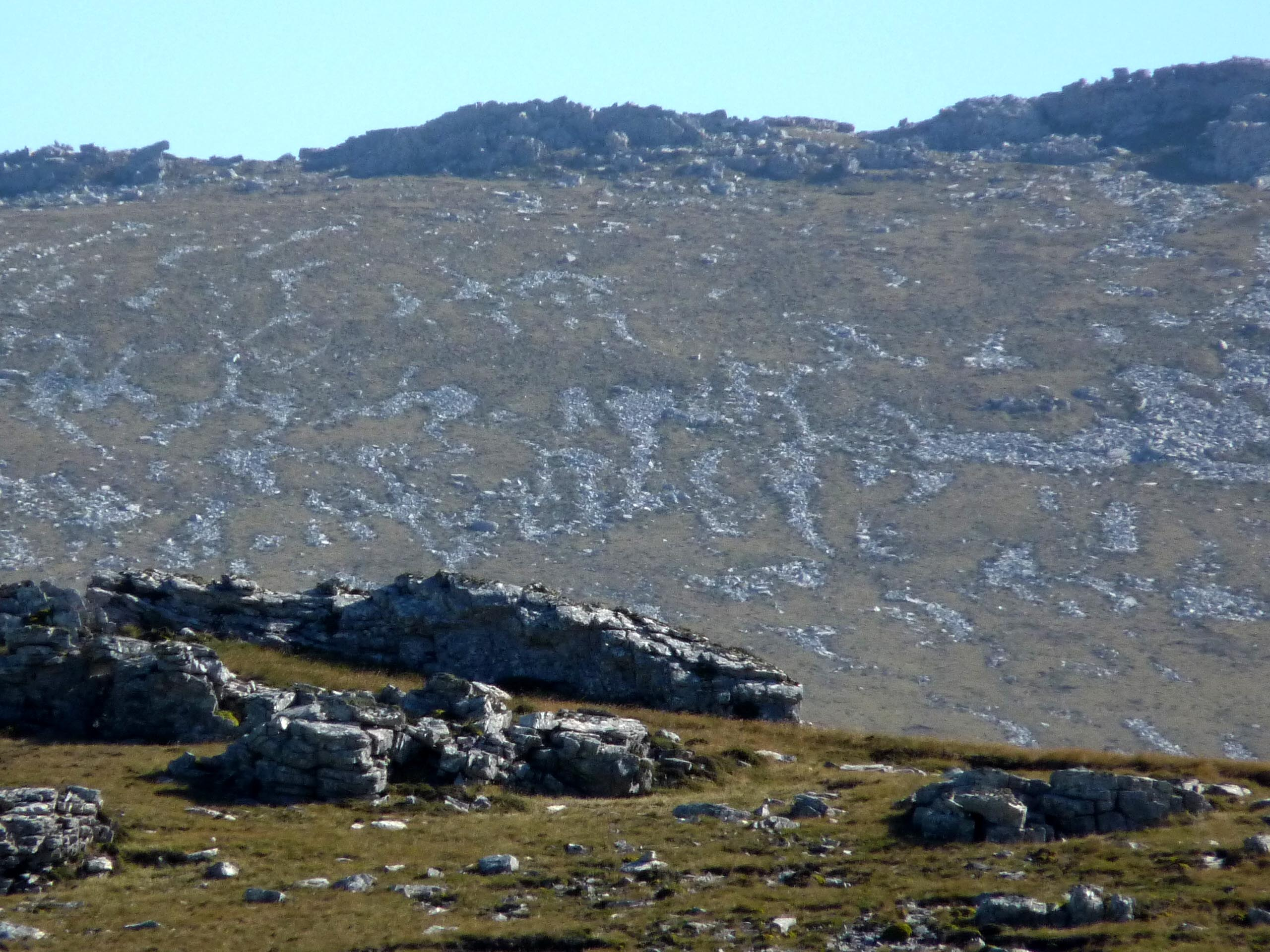
Río de piedra